# 马蒂亚斯·鲁斯特
马蒂亚斯·鲁斯特（德語：Mathias Rust；1968年6月1日—），德国飞行员。鲁斯特是紅場事件的事件人物，在1987年，当他19岁时，他从于特森起飞，经过法羅群島、冰岛、挪威、瑞典和芬兰飛往莫斯科。他躲开了苏联的空中防线后，降落到了莫斯科红场旁的Vasilevski Spusk。他降落在了前苏聯首都的心脏——克里姆林宫附近。前苏联法院对鲁斯特判处监禁2年。一年以后，经过外交交涉，鲁斯特被保释，由其父母领回前联邦德国家中。

## 外部連結

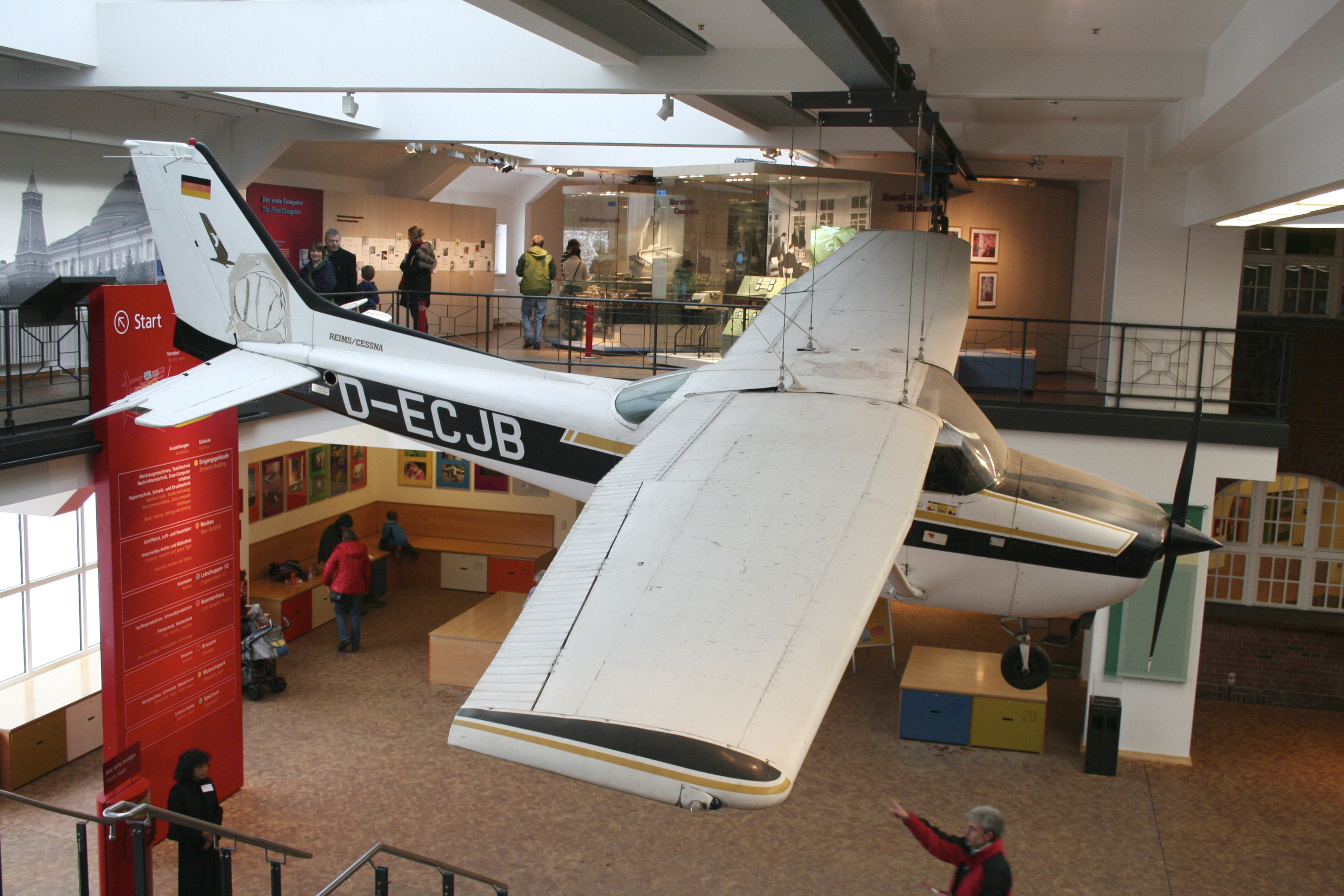
马蒂亚斯·鲁斯特當時駕駛的飛機，現存於柏林德国科技博物馆。

飛行路線

- Guardian: interview with Mathias Rust （页面存档备份，存于）
- Where Are They Now?: Mathias Rust （页面存档备份，存于）
- 闯入莫斯科红场的德国飞机 （页面存档备份，存于）